# Phosphatherium escuilliei
Il fosfaterio (Phosphatherium escuilliei) è un mammifero erbivoro estinto appartenente ai proboscidati. Visse nel Paleocene superiore (Thanetiano, circa 58 - 56 milioni di anni fa) o forse nell'Eocene inferiore (Ypresiano, circa 56 - 54 milioni di anni fa) e i suoi resti fossili sono stati ritrovati in Marocco.

## Descrizione
Questo animale era di piccole dimensioni e la sua lunghezza doveva essere di poco superiore ai 60 centimetri; si suppone che fosse alto circa 30 centimetri, mentre il peso doveva essere di circa 17 chilogrammi. Possedeva un cranio basso, stretto e allungato, piuttosto sproporzionato in quanto era presente una lunga regione della scatola cranica, ma un muso corto. Era presente un processo sopraorbitale sull'osso frontale. La cresta sagittale lungo il cranio era molto lunga, mentre le cavità nasali erano larghe e ampie, e suggeriscono che il naso esterno dell'animale fosse piuttosto grande (Ferretti e De Bruyne, 2010).
Una delle caratteristiche principali di questo animale era il suo sistema muscolo-scheletrico aberrante. Le fauci arrotondate erano piuttosto diverse da quelle di altri proboscidati successivi come Moeritherium, dotati di un muso allungato compatibile con abitudini semiacquatiche. Inoltre, in Phosphatherium era presente un dimorfismo sessuale, soprattutto nella regione del muso: i vari esemplari differiscono soprattutto nel grado di inserzione per i muscoli della mascella superiore (Gheerbrant et al., 2005). 

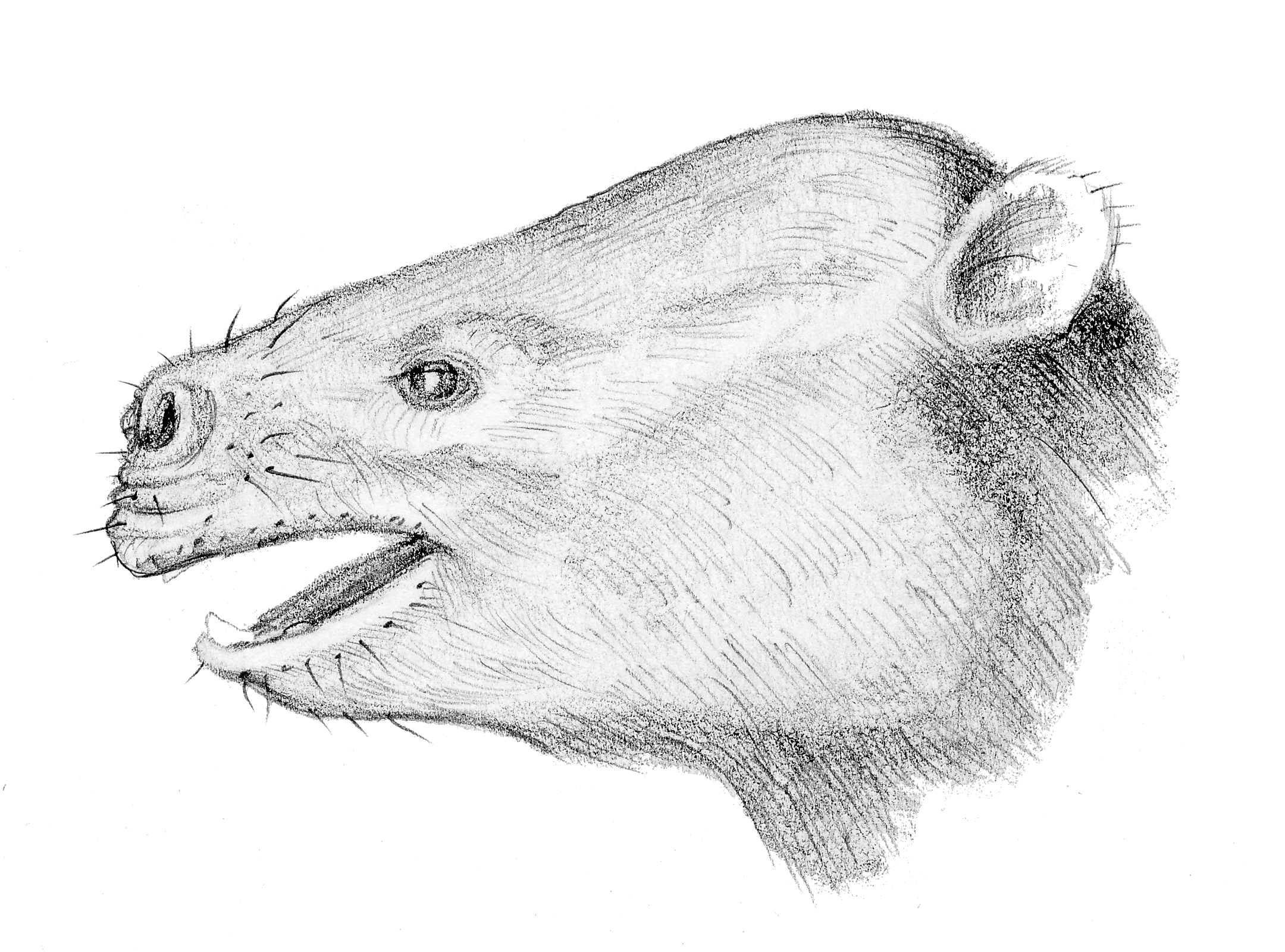
Ipotetica ricostruzione della testa di Phosphatherium

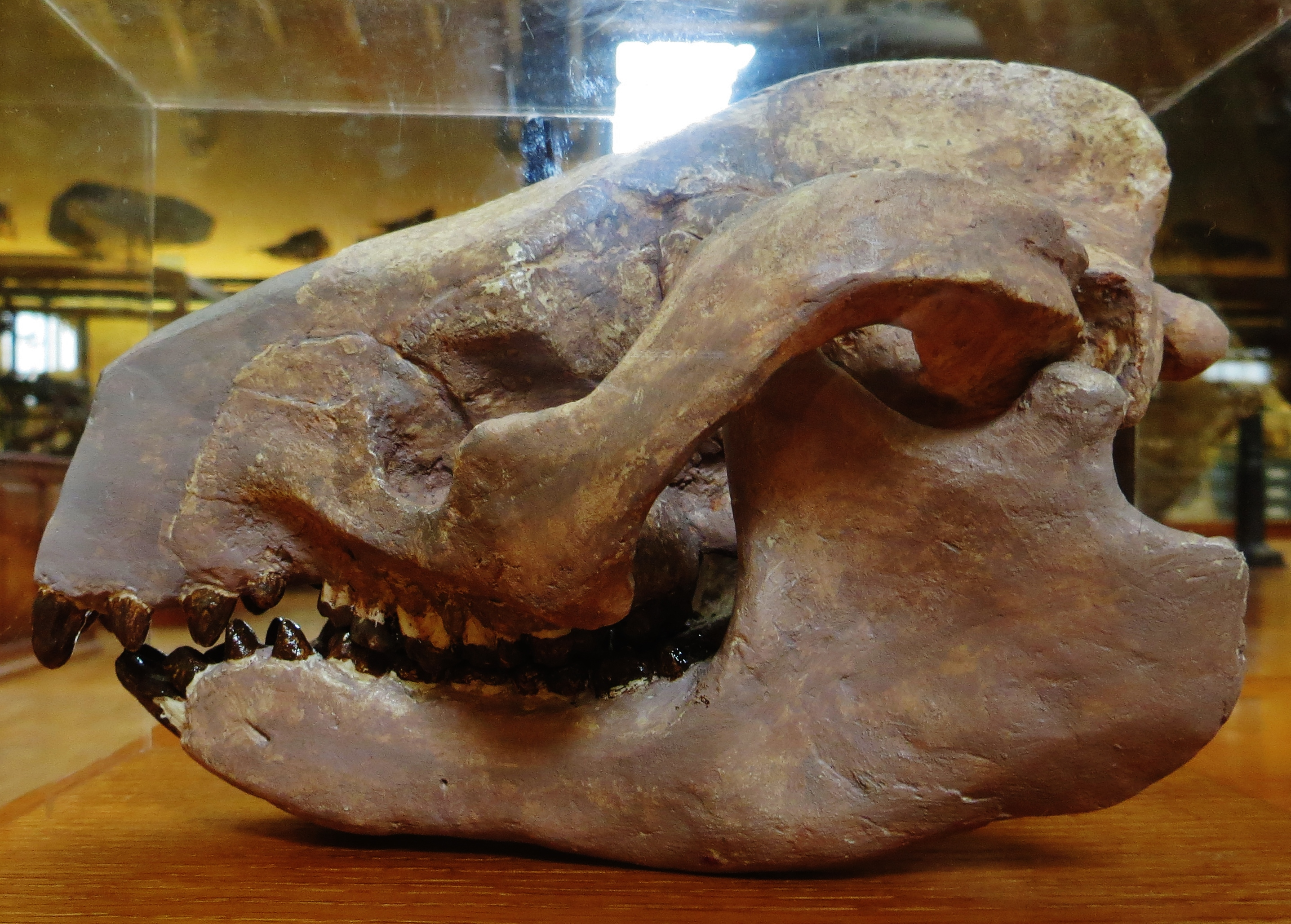
Ricostruzione del cranio di Phosphatherium escuilliei

Phosphatherium era sprovvisto di proboscide. La fila dentaria era lunga fino a circa il 45% della lunghezza totale del cranio. La dentatura era la più primitiva tra i proboscidati (3.1.4.3/2.1.3.3), ed era caratterizzata da canini e primi premolari superiori ancora presenti. Gli incisivi inferiori centrali erano leggermente allargati, e non vi era diastema (spazio fra i denti) se non tra il primo e il secondo premolare superiore. La sinfisi mandibolare non era fusa, e le orbite erano in posizione avanzata. I denti superiori erano bilofodonti (dotati di due creste) con una debole centrocrista, che ricordava la condizione dilambdodonte degli Altungulata arcaici. Queste caratteristiche, insieme al processo coronoide verticale della mandibola, indicano affinità con i tetiteri. L'assenza di conuli sui molari e la presenza di una cresta sui molari superiori a unire ipocono e postentoconulo sono invece caratteristiche dei proboscidati primitivi.

## Classificazione
Descritto per la prima volta nel 1996 sulla base di frammenti di mascella ritrovati nel bacino di Ouled Abdoun in Marocco, Phosphatherium è stato da subito considerato uno dei più piccoli e primitivi fra i proboscidati. Inizialmente attribuiti al Paleocene superiore, i fossili sono poi stati ascritti con qualche dubbio all'Eocene inferiore. Ulteriori resti cranici più completi hanno permesso di chiarire i rapporti di parentela di Phosphatherium con altri proboscidati primitivi. Inizialmente si pensava che questo animale fosse strettamente imparentato con Numidotherium nella famiglia Numidotheriidae, ma successivamente si è preferito indicare una famiglia a sé stante (Phosphatheriidae) per questa forma. 

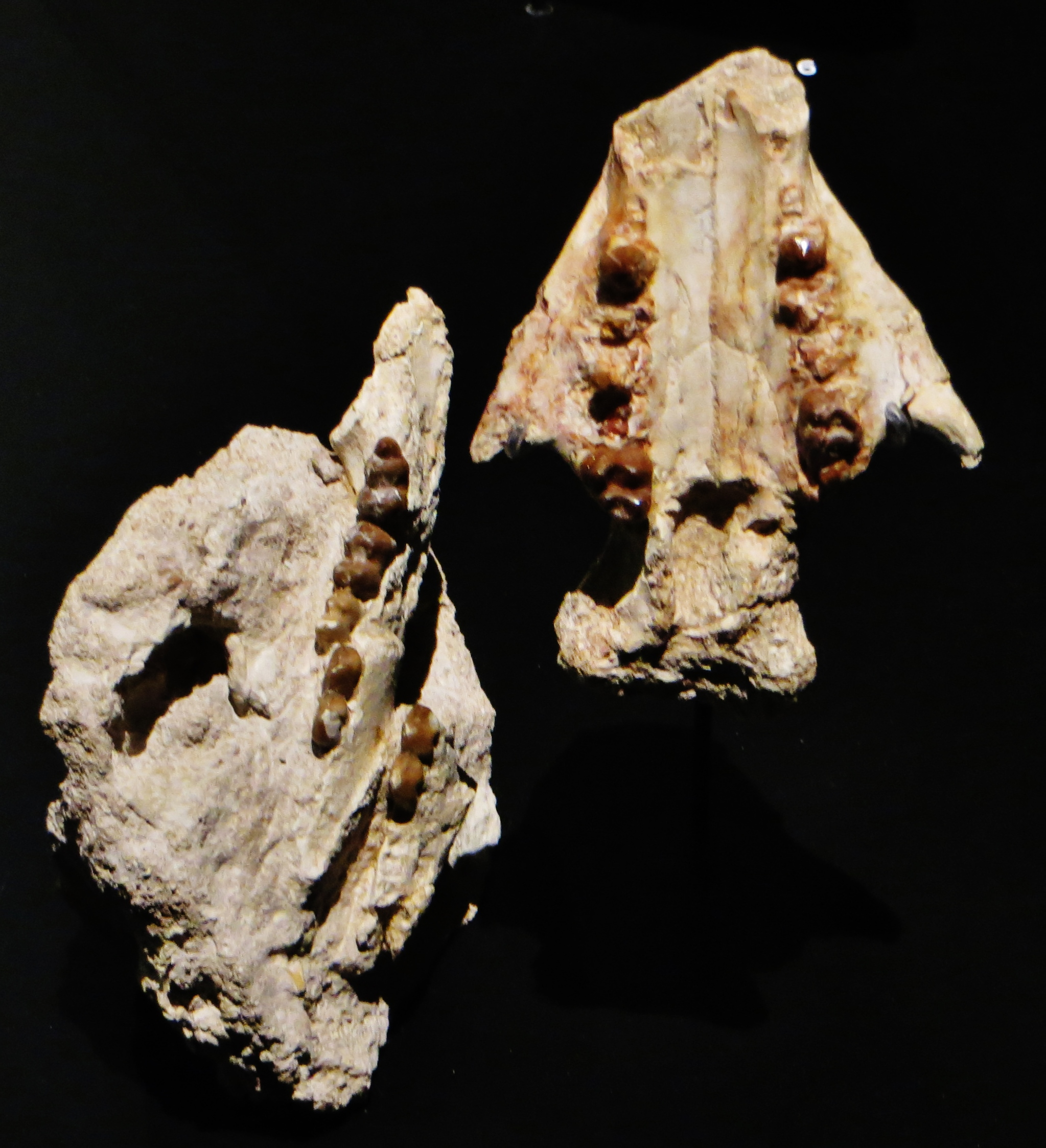
Crani di Phosphatherium escuilliei

## Paleoecologia
Phosphatherium era probabilmente un animale dalla dieta varia: il pattern di usura dentaria osservato sui denti dei vari esemplari mostra lunghi solchi sui molari dei giovani; simili pattern si rinvengono anche in individui adulti, anche se in maggior densità. Lo studio dell'usura dentaria suggerisce che Phosphatherium si nutrisse di cespugli e bassa vegetazione; sembra che gli adulti si nutrissero di materie maggiormente abrasive, e forse anche di insetti e piccoli animali. In generale, si suppone che Phosphatherium fosse un onnivoro brucatore, che determinava la sua dieta in base non solo alle preferenze alimentari, ma anche alla disponibilità delle risorse (Calandra et al., 2010).